# Hot Gimmick
Hot Gimmick (ホットギミック) est un shōjo manga de Miki Aihara, en 12 tomes.

## Résumé
Hatsumi est une jeune fille sans problème, vivant dans un appartement ordinaire, avec des voisins comme tout le monde. Un jour, sa sœur lui demande d'acheter un test de grossesse et là, sa vie bascule. Soucieuse de la réputation de sa famille, Hatsumi devient le souffre-douleur des gens de son quartier. Puis, son amour d'enfance vient habiter dans le coin et elle a soudain l'impression que tous les garçons cherchent à la séduire. Cela provoque un scandale.